# プレーン&リッチ
プレーン&リッチ（plain & rich）は、ライオンが製造し、ライオンハイジーンが販売している業務向けのブランド。
元々は、ライオンから1988年6月に発売された一般向けのシャンプーとリンスのブランドであった。

## 商品概要
発売当初は商品が別であり、プレーンはシャンプー、リッチはリンスであった。1992年頃に商品が一緒になった。キャッチフレーズは「日に日に サラサラ」。
現在は、ライオンハイジーンが扱う業務用製品のブランドとなり、リンスインシャンプーとボディソープが発売されている。内容量は4.5Lで、アプリケーターへのつめかえに使用する注ぎ口ノズルが付く。

## 配合成分

### 業務用
業務用製品は2013年1月に処方変更されている。
リンスインシャンプー（販売名：プレーン&リッチリンスインシャンプーN）
水、ラウレス硫酸Na、ソルビトール、ラウラミドプロピルベタイン、PEG-3ラウラミド、ジステアリン酸グリコール、PEG-20水添ヒマシ油、ジメチコン、
香料、クエン酸、ポリクオタニウム-7、ラウラミンオキシド、ステアルトリモニウムクロリド、
(メタクリル酸エチルトリモニウムクロリド/ヒドロキシエチルアクリルアミド)コポリマー、
(メタクリロイルオキシエチルカルボキシベタイン/メタクリル酸アルキル)コポリマー、セテス-15、安息香酸Na、緑3
ボディソープ（販売名：プレーン&リッチボディソープN）
水、ミリスチン酸、PG、ラウリン酸、水酸化K、ラウラミドプロピルベタイン、アクリル酸アルキルコポリマー、ステアレス-11、香料、ポリスチレン、EDTA、
ポリクオタニウム-7、ポリクオタニウム-10、BG、エタノール、カミツレエキス、グレープフルーツエキス、安息香酸Na

### 一般向け（製造終了品）
プレーン
水、ラウレス硫酸Na、PG、コミカドMEA、セテス-10、ジステアリン酸グリコール、ジメチコン、ポリクオタニウム-10、塩化Na、香料
セトリモニウムクロリド、ラウラミンオキシド、エタノール、クエン酸、ポリクオタニウム-7、EDTA-2Na、セテス-15
メチルイソチアゾリノン、メチルクロロイソチアゾリノン、青1、黄4
リッチ
水、パルミチン酸オクチル、セテス-10、ジメチコン、DPG、セタノール、ステアリルアルコール、ベヘントリモニウムクロリド
エタノール、ステアリン酸グリセリル、ヒドロキシプロピルメチルセルロース、ベヘニルアルコール、ジステアリン酸グリコール
香料、ジステアリルジモニウムクロリド、イソプロパノール、ベタイン、ヒドロキシプロピルトリモニウム加水分解コラーゲン
メチルパラベン、メチルイソチアゾリノン、メチルクロロイソチアゾリノン、黄203、青1

## CM
歴代CM出演タレント
浅野温子
渡辺満里奈（1988年6月 - 1993年）
井森美幸（1992年 - 1993年）